# Волфганг II фон Кастел-Ремлинген
Волфганг II фон Кастел-Ремлинген (на немски: Wolfgang II von Castell-Remlingen; * 20 юли 1558 в Рюденхаузен; † 30 април 1631 в Ремлинген) от род Кастел е от 1597 г. до смъртта си владетел на графство Кастел и Ремлинген. Той основава линията Кастел-Ремлинген.

## Биография
Той е най-възрастният син на граф Георг II фон Кастел († 1597) и съпругата му София Шенкин фон Лимпург-Шпекфелд († 1588).
След смъртта на баща му 1597 г. Волфганг II управлява в Кастел-Ремлинген, а по-малкият му брат Готфрид (1577 – 1635) управлява в Кастел-Рюденхаузен.
Волфганг II умира на 30 април 1631 г. на 72 години в Ремлинген и е погребан в Кастел.

## Фамилия
Първи брак: на 2 юни 1581 г. в Лора с графиня Магдалена фон Хонщайн-Клетенберг (* 6 декември 1563; † 8 август 1601), дъщеря на граф Фолкмар Волфганг фон Хонщайн-Клетенберг-Лаутерберг († 1580) и първата му съпруга Маргарета фон Барби-Мюлинген († 1567). Те нямат деца.
Втори брак: на 1 декември 1605 г. във Вайкерсхайм с графиня Юлиана фон Хоенлое-Вайкерсхайм (* 23 юли 1571; † 8 март 1634), дъщеря на граф Волфганг II фон Хоенлое-Нойенщайн-Вайкерсхайм († 1610) и Магдалена II фон Насау-Диленбург († 1633). Те имат един син:
- Волфганг Георг (1610 – 1668), граф на Кастел-Ремлинген, женен на 20 ноември 1636 г. за графиня София Юлиана фон Хоенлое-Валденбург-Пфеделбах (1620 – 1682), дъщеря на граф Лудвиг Еберхард фон Хоенлое-Пфеделбах († 1650))[4]